# Zawadka Osiecka
Zawadka Osiecka (daw. Zawatka ad Osiek) – wieś w Polsce położona w województwie podkarpackim, w powiecie jasielskim, w gminie Osiek Jasielski. Leży nad potokiem Kłopotnicą dopływem Wisłoki.
W latach 1975–1998 miejscowość administracyjnie należała do województwa krośnieńskiego.
Miejscowość jest siedzibą parafii Miłosierdzia Bożego, należącej do dekanatu Dębowiec, diecezji rzeszowskiej.
Miejscowość znana jest z rękodzieła, a w szczególności z wyrobu koszy leszczynowych.

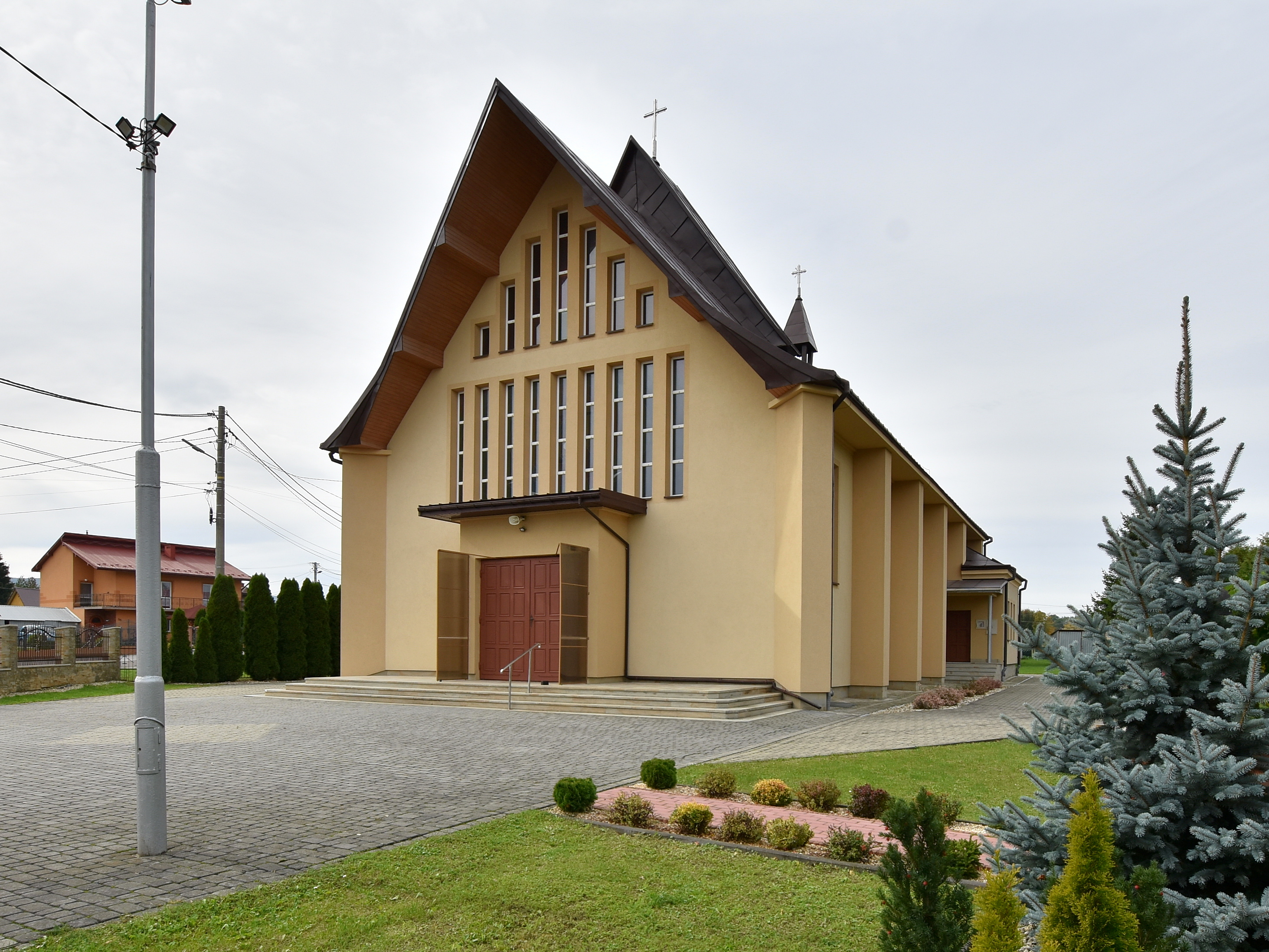
Kościół parafialny
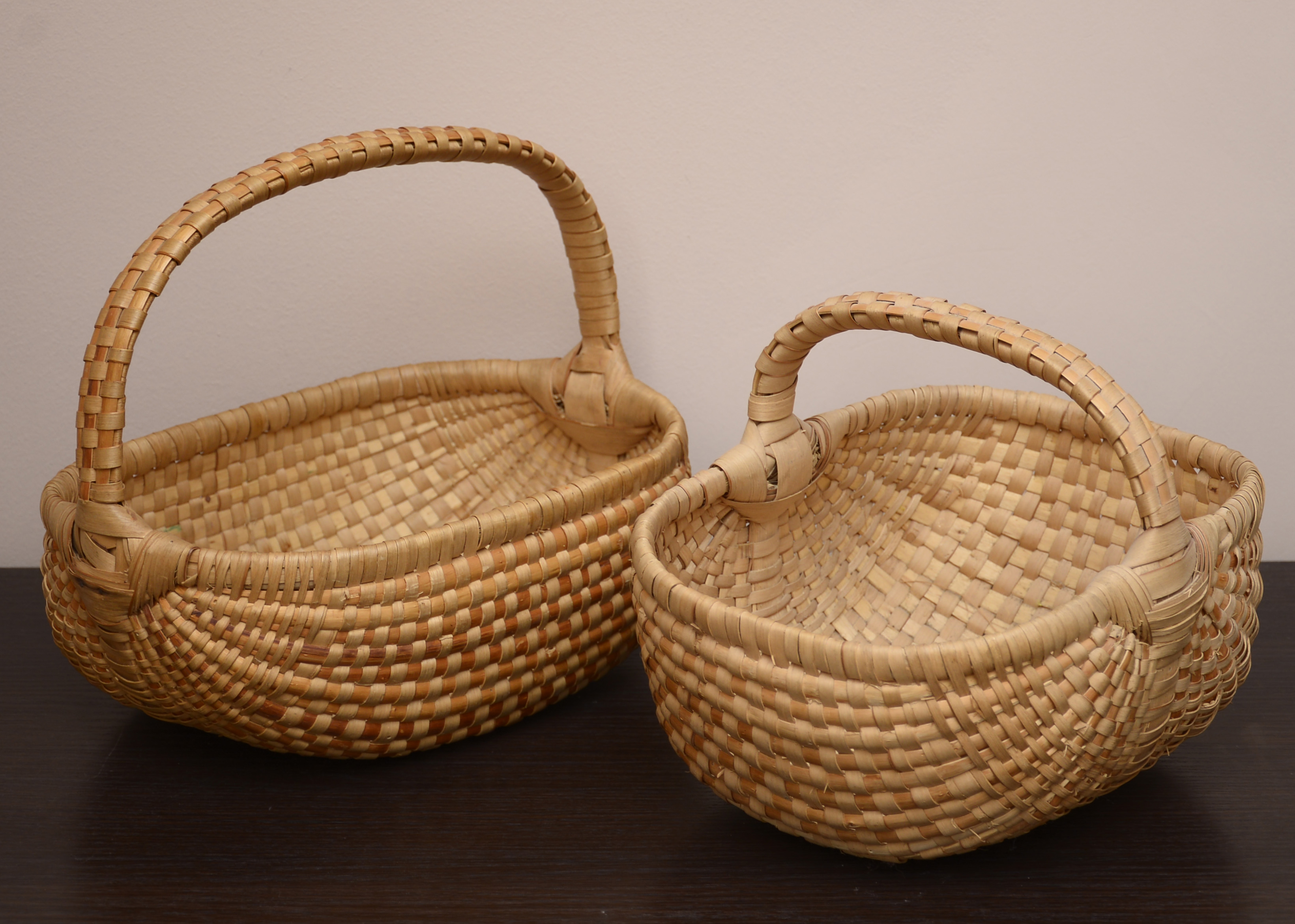
Dwa typy koszy leszczynowych z Zawadki Osieckiej